# Johan Eric Anderson
Johan Eric Anderson (i riksdagen kallad Anderson i Säby), född 15 september 1837 i Veckholms församling, Uppsala län, död 4 september 1894 i Stockholm (folkbokförd i Veckholms församling), var en svensk lantbrukare, hemmansägare och politiker.
Anderson var ledamot av riksdagens andra kammare 1882–1884, invald i Uppsala läns södra domsagas valkrets.